# Olmeto
Olmeto (korsisch Ulmetu) ist eine französische Gemeinde mit 1265 Einwohnern (Stand: 1. Januar 2022) im Département Corse-du-Sud auf der Mittelmeerinsel Korsika. Sie gehört zum Kanton Sartenais-Valinco. Die Bewohner nennen sich Olmetains und Olmetaines.

## Geografie
Das Siedlungsgebiet liegt auf ungefähr 360 Metern über dem Meeresspiegel und wird von der Route nationale 196 tangiert. Die Gemeinde grenzt im Süden an das Mittelmeer und ist im Uhrzeigersinn von Serra-di-Ferro, Sollacaro, Casalabriva, Petreto-Bicchisano, Santa-Maria-Figaniella, Fozzano, Viggianello und Propriano umgeben.

## Geschichte
Wahrscheinlich sind nach der Aufgabe der Burg von Rocca di Valle die Dörfer Olmeto und Pianello entstanden. Das Dorf besteht derzeit aus vier Ortsteilen (Buggiale, Ortale, Pianello und Rippa), von denen zwei, Pianello und Ortale, den beiden ursprünglichen Siedlungen entsprechen, die im 19. Jahrhundert zusammengelegt wurden. Diese beiden Ortsteile haben einen Kern aus dem ausgehenden Mittelalter mit jeweils zwei Wehrhäusern und mehreren Häusern aus dem 15. und 16. Jahrhundert. Ein weiteres zusammengesetztes Viertel, das aus mindestens vier Häusern aus dem 16. Jahrhundert besteht, darunter ein Festes Haus, erscheint in Rippa. Zwischen dem 17. Jahrhundert und dem Beginn des 18. Jahrhunderts änderten sich die drei Häusergruppen nur wenig, nur sechs Häuser stehen unter Denkmalschutz. Gleichzeitig wurde wenige hundert Meter von Pianello entfernt ein Franziskanerkloster errichtet. Andererseits erlebten die drei Bezirke ihre wichtigste Expansionsphase in der zweiten Hälfte des 18. Jahrhunderts. Mehr als dreißig neue Häuser werden gebaut und mehrere bereits bestehende Häuser werden stark umgebaut. In dieser Zeit kamen die Bezirke Ortale und Rippa zusammen und der von Buggiale entstand. Wahrscheinlich wurde in diesem Jahrhundert ein Nonnenkloster in Pianello gegründet, obwohl das Gebäude Merkmale aufweist, die darauf hindeuten, dass es aus dem 19. Jahrhundert stammt. Darüber hinaus veränderte ein neues Phänomen, das am Ende dieser Zeit begann und vom 19. bis zum 20. Jahrhundert andauerte, das Gesicht des Dorfes radikal. Die Bebauung wurde nicht mehr in Viertel angeordnet, sondern entlang der aktuellen Route territoriale. Nur zwei Gebäude, die Schule und die Kirche, sind nicht auf dieser Achse gebaut (sie befinden sich weiter unterhalb), wahrscheinlich wegen des Platzbedarfs für diese Gebäudetypen. Aus dieser Zeit stammen die öffentlichen (Schule, Rathaus, Polizeistation und Brunnen-Waschhaus) und religiösen (Pfarrkirche, Saint-Roch-Kapelle) Gebäude in Olmeto. Das Aufkommen des Bäderwesens ist ursprünglich die Entstehung der Bäder im Baraci-Tal, am Lieu-dit Caldane, auf den Überresten einer antiken Einrichtung. Schließlich wurden in der zweiten Hälfte des 20. Jahrhunderts mehrere Wohnsiedlungen in der Nähe der Küste des Golfs von Valinco gebaut.

## Bevölkerungsentwicklung
| Jahr      | 1962 | 1968 | 1975 | 1982 | 1990 | 1999 | 2008 | 2012 | 2020 |
| --------- | ---- | ---- | ---- | ---- | ---- | ---- | ---- | ---- | ---- |
| Einwohner | 619  | 685  | 730  | 676  | 1019 | 1115 | 1216 | 1213 | 1217 |

## Sehenswürdigkeiten
- Dolmen Figa la Sarra, siehe auch Megalithen auf Korsika
- Statuenmenhir
- Vormaliges Konvent Saint-Antoine, erbaut 1717, seit 1991 als Monument historique eingeschrieben
- Ehemaliges Nonnenkloster, aus der Mitte des 19. Jahrhunderts, heute Wohnhaus der Familie Galloni d’Istria
- Kapelle Saint-Roch aus der zweiten Hälfte des 19. Jahrhunderts
- Kapelle du Saint-Esprit aus dem 13. oder 14. Jahrhundert, umgestaltet im 18. Jahrhundert
- Pfarrkirche de l’Assomption aus dem 19. Jahrhundert
- Genueserturm Tour de la Calanca, erbaut Ende des 16./Anfang des 17. Jahrhunderts
- Genueserturm Micolana, erbaut Ende des 16./Anfang des 17. Jahrhunderts
- Bürgermeisteramt (Mairie), errichtet Ende des 19./Anfang des 20. Jahrhunderts
- Ruinen des Castello de Contorba aus der Bronzezeit, seit 2010 als Monument historique eingeschrieben
- Zwei Feste Häuser aus der zweiten Hälfte des 16. Jahrhunderts
- Festes Haus in Abbadia, errichtet Ende des 16. Jahrhunderts an der Stelle des ehemaligen Turms des Seigneur Vincentello d’Istria
- Ehemaliges Thermalbad in Caldane, genannt Bäder von Baraci, errichtet in der zweiten Hälfte des 19. Jahrhunderts

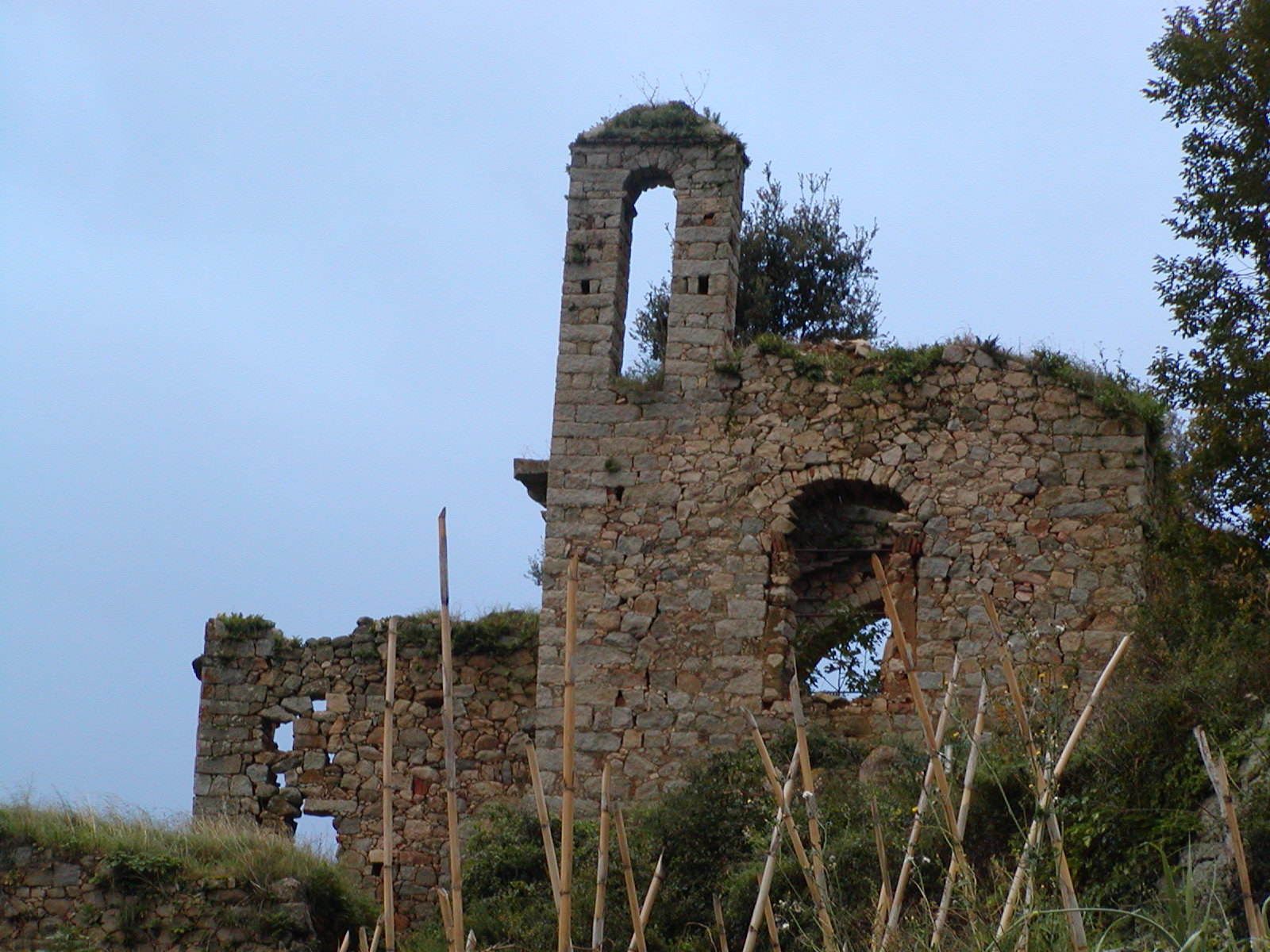
Überreste des Konvents Saint-Antoine
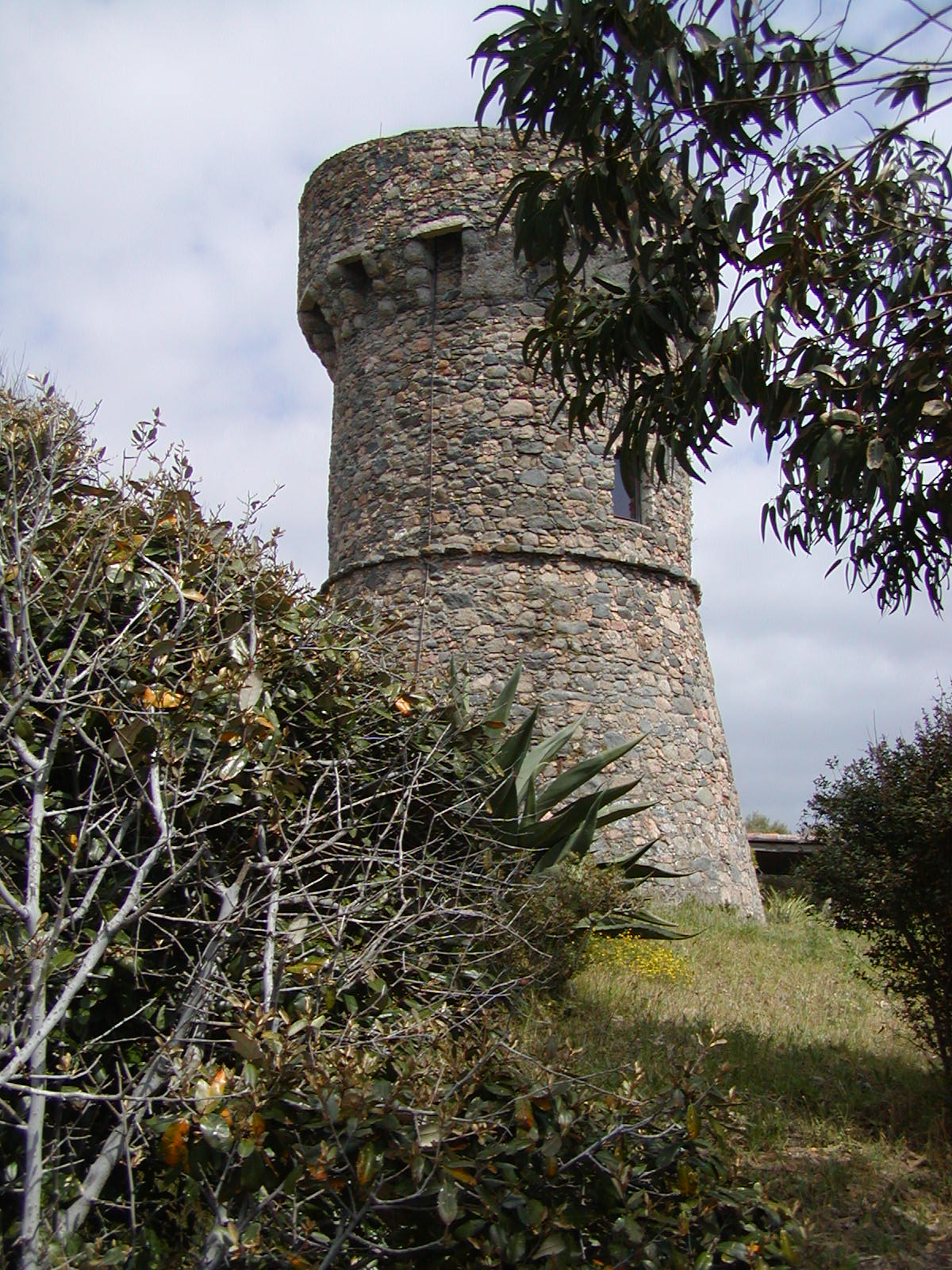
Genueserturm Tour de la Calanca
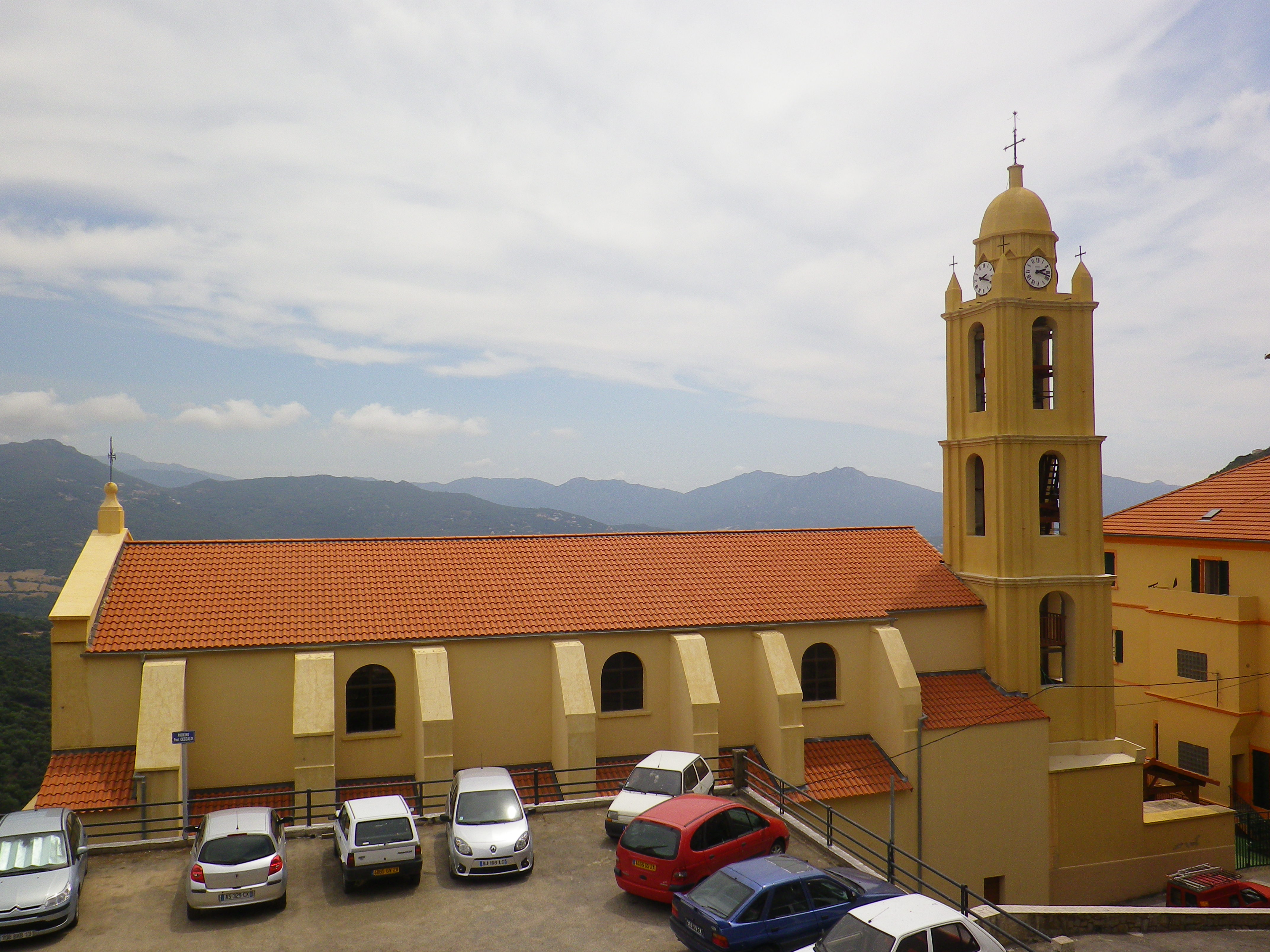
Pfarrkirche de l’Assomption
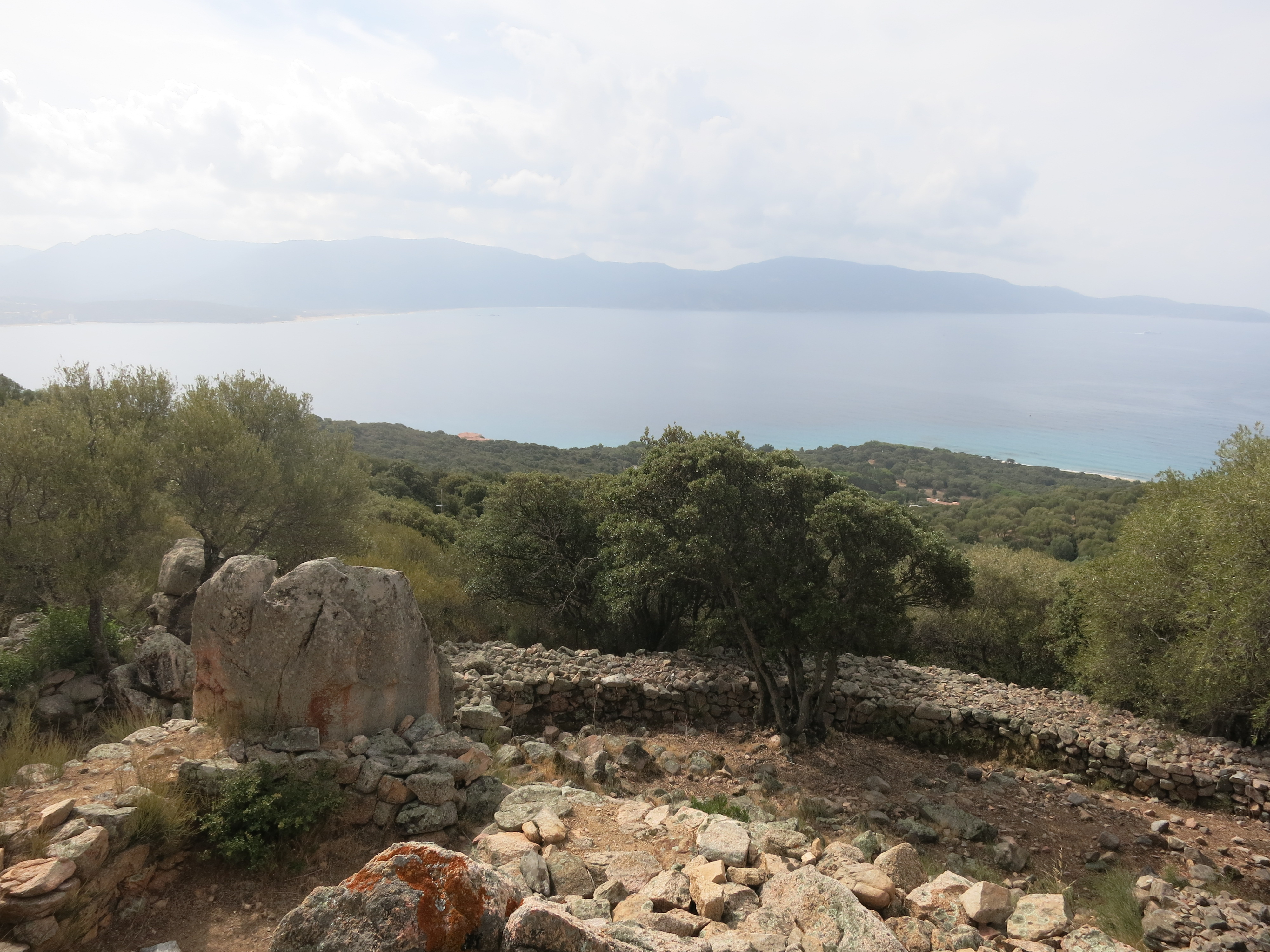
Castello de Contorba

## Persönlichkeiten

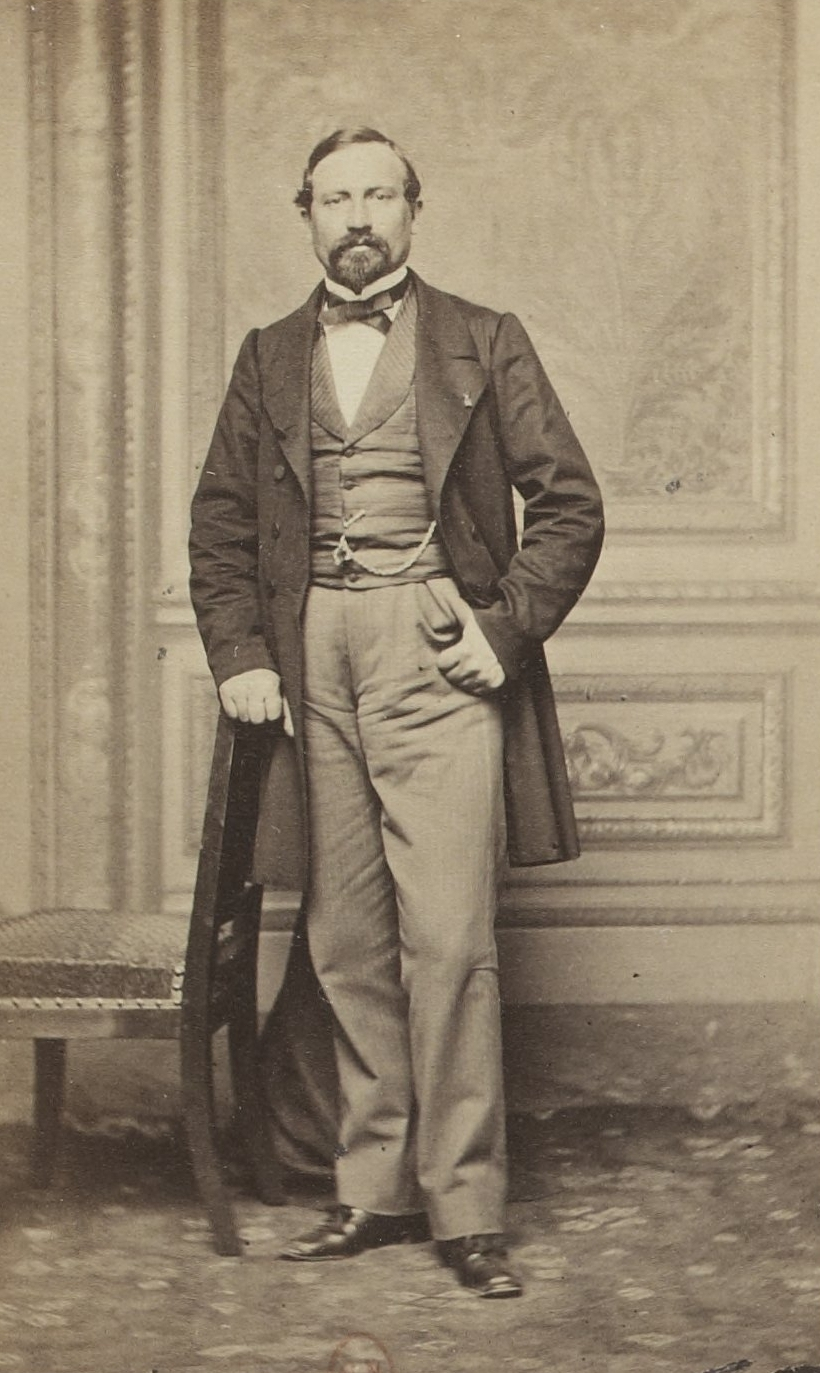
Paul Séverin Abbatucci

- Colomba Carabelli, Figur der korsischen Zeitgeschichte im 19. Jahrhundert
- Paul Séverin Abbatucci, Politiker (1821–1888), gestorben in Olmeto